# Grashoffscher Hof

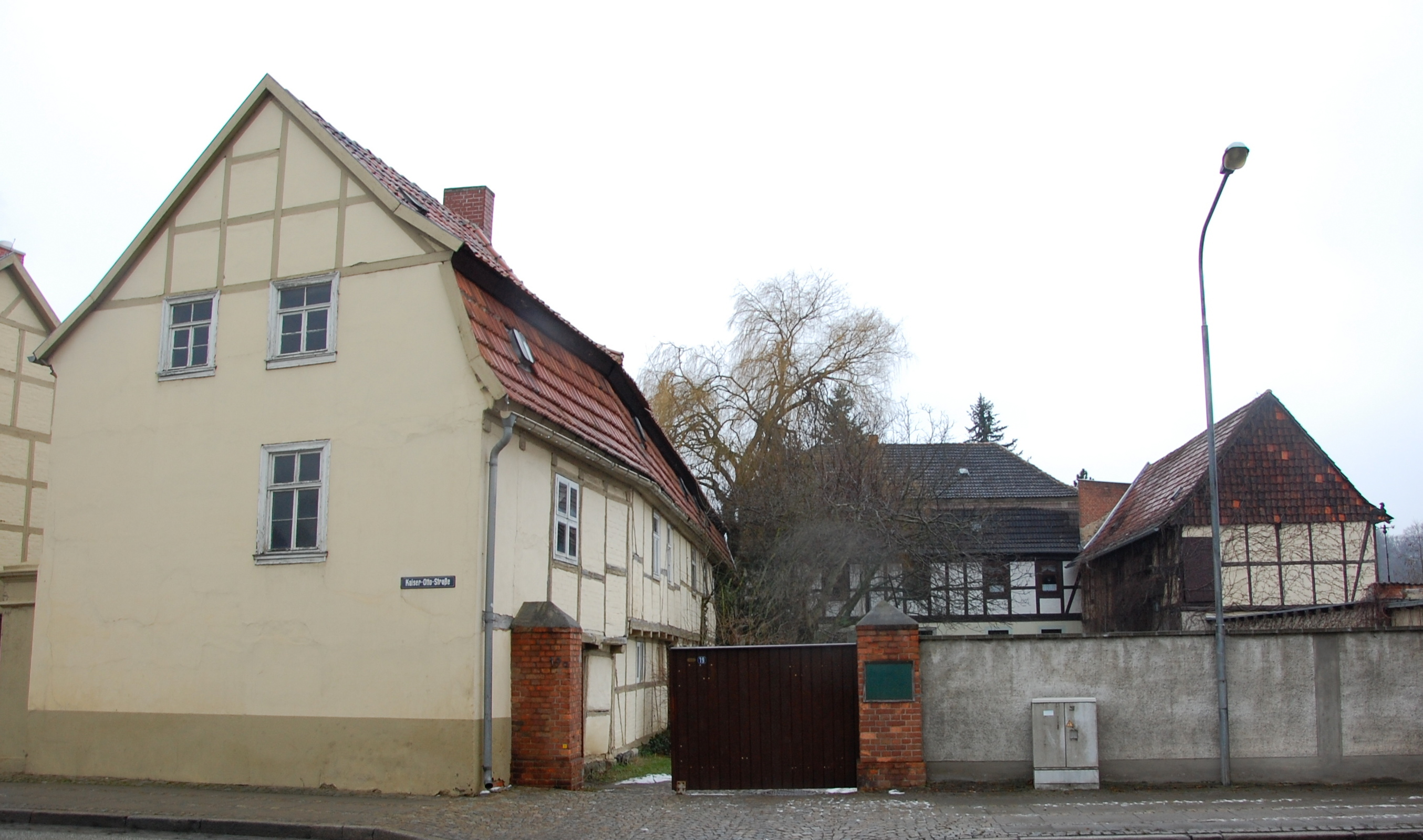
Grashoffscher Hof

Der Grashoffsche Hof ist eine denkmalgeschützte Hofanlage in der Stadt Quedlinburg in Sachsen-Anhalt.

## Lage
Er befindet sich südlich des Quedlinburger Schloßbergs und ist im Quedlinburger Denkmalverzeichnis als Ackerbürgerhof eingetragen.

## Architektur und Geschichte
Die in Fachwerkbauweise errichtete Hofanlage stammt aus der Zeit des Spätbarock und umschließt den Innenhof von drei Seiten. Straßenseitig wird der Hof durch eine Mauer abgegrenzt. An der Südseite befindet sich das zweigeschossige Wohnhaus. Hier ist eine mit Schnitzereien versehene Tür im Stil des Biedermeiers aus dem Jahr 1832 bemerkenswert.  Die Gebäude der Anlage stammen aus dem 18. Jahrhundert und kragen zum Teil vor. Die Hofanlage befindet sich seit langer Zeit im Besitz der Familie Grashoff, woraus sich der Name des Anwesens ergibt.
Es wird vermutet, dass sich an der Einfriedung zur Straße hin Reste einer Georgenkapelle befinden.